# Bruno Cornacchiola

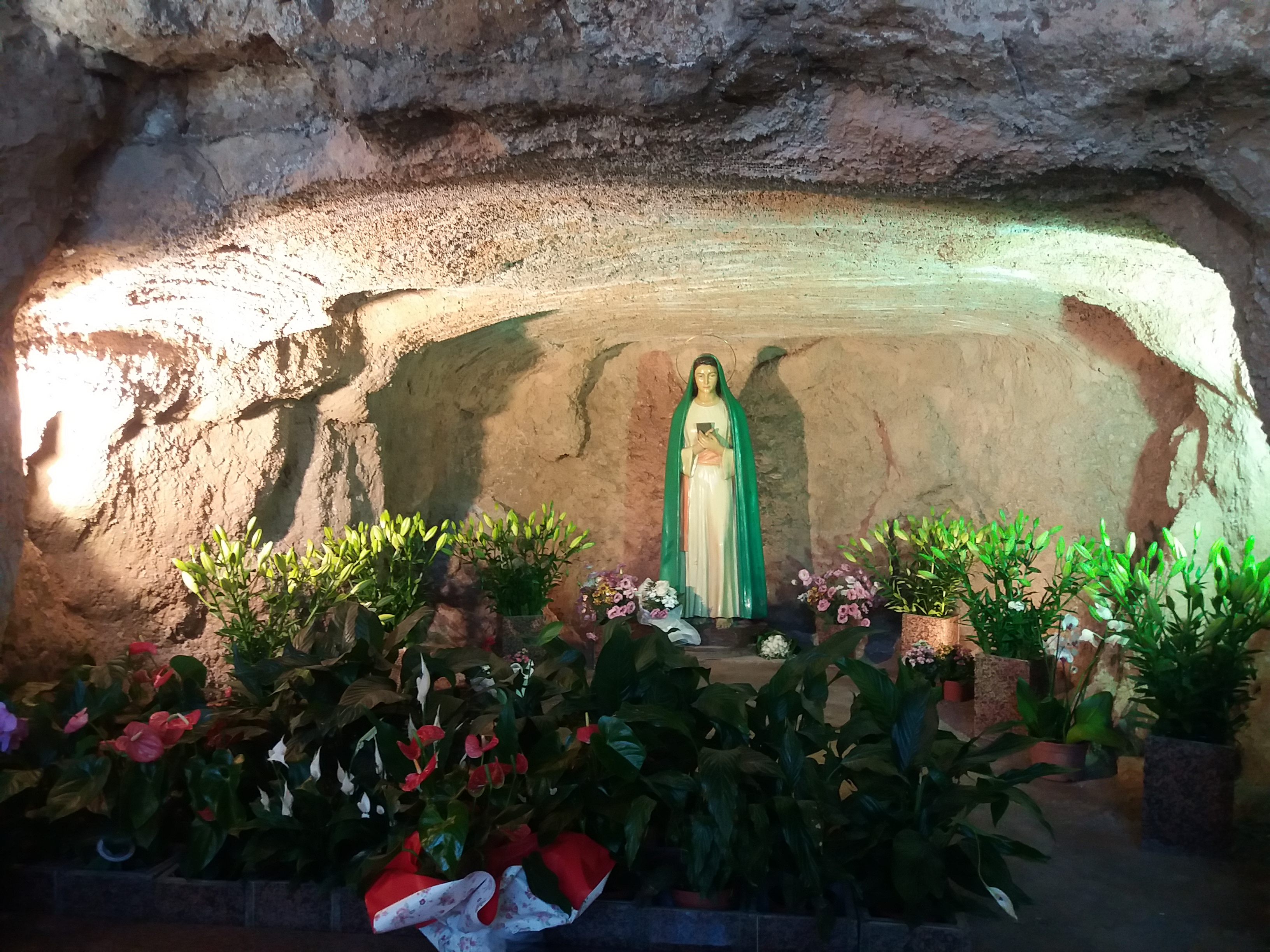
Grota z figurą Panny Objawienia w Rzymie przy Trzech Fontannach

Bruno Cornacchiola (ur. 9 maja 1913 w Rzymie, zm. 22 czerwca 2001 w Rzymie) – wizjoner, świadek objawień maryjnych w Rzymie przy Tre Fontane.

## Życiorys
Urodził się w Rzymie 9 maja 1913 roku w ubogiej rodzinie, tak pod względem materialnym, jak i duchowym. Jego ojciec, często pijany, mało interesował się pięciorgiem swoich dzieci, a matka zabiegała o utrzymanie rodziny, dlatego również mało czasu miała dla dzieci.
Jako 14-letni chłopiec opuścił swój rodzinny dom i żył jako włóczęga na ulicach Rzymu. W wieku 20 lat został powołany do wojska. W 1936 roku, po odbyciu służby wojskowej, Bruno poślubił Jolantę Lo Gatto. Mieli trójkę dzieci: Isola, Carlo i Gianfranco, a po nawróceniu Bruna przyszło na świat kolejne dziecko.
Brał udział jako ochotnik w wojnie hiszpańskiej po stronie republikanów. Tam poznał niemieckiego protestanta, który zaszczepił w nim nienawiść do papieża i Kościoła katolickiego. W 1938 r., w czasie pobytu w Toledo, Bruno kupił sztylet, na którym wygrawerował napis: „Śmierć papieżowi”.
Po upadku Madrytu w 1939 roku powrócił do Rzymu, gdzie pracował jako tramwajarz. Wstąpił do kościoła Adwentystów Dnia Siódmego. Pomimo starań podejmowanych przez małżonkę, nie wrócił on do Kościoła. Pod jej wpływem odprawił jednak nowennę dziewięciu Pierwszych Piątków Miesiąca ku czci Najświętszego Serca Pana Jezusa.
12 kwietnia 1947 roku był świadkiem objawień w grocie przy Trzech Fontannach w Rzymie. Po tych wydarzeniach nawrócił się, wrócił do Kościoła katolickiego i szerzył szczególny kult ku czci Eucharystii, Najświętszej Maryi Panny oraz podkreślał znaczenie papieża jako głowy Kościoła. Założył wspólnotę katechetyczną (wł. Associazione catechistica S.A.C.R.I.). Wygłosił wiele wykładów opowiadając historię swojego nawrócenia. Jego działania ewangelizacyjne stały się okazją do osobistego spotkania z papieżami: Piusem XII, Janem XXIII, Pawłem VI i Janem Pawłem II.
Zmarł 22 czerwca 2001 roku.

## Historia objawienia maryjnego
W dniu 12 kwietnia 1947 roku wybrał się z trojgiem swoich dzieci na peryferie Rzymu – do Tre Fontane, aby tam w spokoju, przygotować swoje przemówienie; jednocześnie chciał spędzić trochę czasu ze swoimi dziećmi. Bruno szukał miejsca spokojnego, gdzie mógłby dokończyć swoje przemówienie podważające dogmat o Niepokalanym Poczęciu Najświętszej Maryi Panny, które miał wygłosić następnego dnia na placu Czerwonego Krzyża w Rzymie (wł. Piazza della Croce Rossa). Zatrzymał się w lasku eukaliptusowym, obok starego opactwa i miejsca zwanego Tre Fontane (Trzy Źródła). Przeglądał Biblię i sporządzał notatki, podczas gdy dzieci grały w piłkę. Pracę Bruna przerwała prośba dzieci o pomoc w odnalezieniu piłki, która gdzieś zaginęła. Gdy znajdowali się w pobliżu groty skalnej, dzieci – kolejno jedno po drugim - padły na kolana, wyciągnęły ręce w kierunku groty i zaczęły powtarzać słowa: Piękna Pani. Ojciec wszedł do groty, ale niczego nie widział. Próbował podnieść klęczące dzieci, ale były tak ciężkie, że nie był w stanie nic zrobić. Zaczął więc prosić Boga o łaskę rozeznania prawdy. Wówczas zobaczył Piękną Panią, stojącą w grocie, ubraną w białą suknię przepasaną różowym paskiem. Na ramionach miała zarzucony zielony płaszcz, sięgający aż do jej bosych stóp. Do piersi przyciskała obiema rękami księgę Pisma Świętego. Oznajmiła: Ja jestem Panną Objawienia. Nakazała Brunowi wrócić do Kościoła katolickiego.